# 建設業情報管理センター
一般財団法人 建設業情報管理センター（けんせつぎょうじょうほうかんりセンター、英称：Construction Industry Information Center、略称：CIIC）は、全国の建設業許可データの一元管理を目的とする業界団体。

## 概要
- 所在地：東京都中央区築地2丁目11番24号 第29興和ビル7階（本部）
- 設立：昭和62年4月1日